# STS-26
STS-26 var Discoverys syvende rumfærge-mission.
Opsendt 29. september 1988 og vendte tilbage den 3. oktober 1988.
Missionen blev kaldt "Return to flight" (genoptagelse af flyvning), det var den første flyvning, efter Challenger-ulykken i 1986. Challenger var 2 år før var styrtet ned under opsendelsen.
Missionen satte kommunikationssatellitten Tracking and Data Relay Satellite (TDRS-3) i kredsløb.
Rumfærgerne var redesignet efter omfattende anbefalinger fra Rogers-kommissionen  .

## Besætning
- Frederick H. Hauck (kaptajn)
- Richard C. Covey (pilot)
- John M. Lounge (1. missionsspecialist)
- George D. Nelson (2. missionsspecialist)
- David C. Hilmers (3. missionsspecialist)